# Triathlon aux Jeux panaméricains de 2015
Navigation
Édition précédente Édition suivante
Le triathlon  aux  Jeux panaméricains de 2015 a lieu à Toronto au Canada. Deux épreuves distinctes sont au programme les 11 et 12 juillet pour les courses féminines et masculines.
L'événement est également le support des championnats panaméricains de triathlon.

## Médaillés
| Event  | Or                   | Argent         | Bronze       |
| ------ | -------------------- | -------------- | ------------ |
| Hommes | Crisanto Grajales    | Kevin McDowell | Irving Pérez |
| Femmes | Barbara Riveros Diaz | Paola Diaz     | Flora Duffy  |

## Tableau des médailles
| Rang  | Nation     | Or | Argent | Bronze | Total |
| ----- | ---------- | -- | ------ | ------ | ----- |
| 1     | Mexique    | 1  | 1      | 1      | 3     |
| 2     | Chili      | 1  |        |        | 1     |
| 3     | États-Unis |    | 1      |        | 1     |
| 4     | Bermudes   |    |        | 1      | 1     |
| Total | Total      | 2  | 2      | 2      | 6     |

## Résultats complets
Les tableaux présentent les résultats des épreuves féminines et masculines.
| Position           | Athlète                     | Nation           | Temps           | écart      |
| ------------------ | --------------------------- | ---------------- | --------------- | ---------- |
| Médaille d'or      | Barbara Riveros Diaz        | Chili            | 1 h 57 min 18 s | /          |
| Médaille d'argent  | Paola Diaz                  | Mexique          | 1 h 57 min 48 s | 30 s       |
| Médaille de bronze | Flora Duffy                 | Bermudes         | 1 h 57 min 56 s | 38 s       |
| 4                  | Elizabeth Bravo             | Équateur         | 1 h 58 min 13 s | 55 s       |
| 5                  | Chelsea Burns               | États-Unis       | 1 h 58 min 29 s | 1 min 11 s |
| 6                  | Ellen Pennock               | Canada           | 1 h 58 min 42 s | 1 min 24 s |
| 7                  | Cecilia Gabriela Pérez      | Mexique          | 1 h 58 min 58 s | 1 min 40 s |
| 8                  | Sarah Haskins               | États-Unis       | 1 h 58 min 59 s | 1 min 41 s |
| 9                  | Paula Findlay               | Canada           | 1 h 59 min 55 s | 2 min 37 s |
| 10                 | Pâmella Oliveira            | Brésil           | 2 h 0 min 5 s   | 2 min 47 s |
| 11                 | Romina Biagioli             | Argentine        | 2 h 0 min 38 s  |            |
| 12                 | Romina Palacio Balena       | Argentine        | 2 h 0 min 46 s  |            |
| 13                 | Joanna Brown                | Canada           | 2 h 2 min 4 s   |            |
| 14                 | Leslie Amat Alvarez         | Cuba             | 2 h 2 min 19 s  |            |
| 15                 | Valentina Carvallo          | Chili            | 2 h 2 min 58 s  |            |
| 16                 | Alia Cardinale Villalobos   | Rép. dominicaine | 2 h 3 min 6 s   |            |
| 17                 | Luisa Baptista              | Brésil           | 2 h 5 min 33 s  |            |
| 18                 | Beatriz Neres               | Brésil           | 2 h 5 min 34 s  |            |
| 19                 | Erin Jones                  | États-Unis       | 2 h 5 min 52 s  |            |
| 20                 | Melissa Rios                | Porto Rico       | 2 h 6 min 32 s  |            |
| 21                 | Valeria Piedra              | Équateur         | 2 h 7 min 50 s  |            |
| 22                 | Daniela Schoenfeld          | Guatemala        | 2 h 8 min 23 s  |            |
| 23                 | Lisandra Hernandez          | Cuba             | 2 h 9 min 31 s  |            |
| 24                 | Barbara Schoenfeld          | Guatemala        | 2 h 11 min 7 s  |            |
| 25                 | Steffy Mishel Salazar       | Équateur         | 2 h 13 min 11 s |            |
| 26                 | Delia Isamar López          | Pérou            | 2 h 22 min 32 s |            |
| DNF                | Claudia Rivas               | Mexique          |                 |            |
| DNF                | Favia Diaz                  | Chili            |                 |            |
| LAP                | Maria Victoria Rivero       | Argentine        |                 |            |
| LAP                | Vivienne Paulett Bustamante | Pérou            |                 |            |
| LAP                | Ana Leidys Arias            | Cuba             |                 |            |
| LAP                | Lorena Imaña Diaz           | Pérou            |                 |            |
| LAP                | Nicole Wood Niella          | Paraguay         |                 |            |
| DNS                | Militza Rios                | Porto Rico       |                 |            |

| Position           | Athlète                | Nation           | Temps           | écart |
| ------------------ | ---------------------- | ---------------- | --------------- | ----- |
| Médaille d'or      | Crisanto Grajales      | Mexique          | 1 h 48 min 58 s | /     |
| Médaille d'argent  | Kevin McDowell         | États-Unis       | 1 h 48 min 59 s | 1 s   |
| Médaille de bronze | Irving Pérez           | Mexique          | 1 h 49 min 5 s  | 7 s   |
| 4                  | Gonzalo Tellechea      | Argentine        | 1 h 49 min 12 s | 14 s  |
| 5                  | Jason Wilson           | Barbade          | 1 h 49 min 19 s | 21 s  |
| 6                  | Luciano Taccone        | Argentine        | 1 h 49 min 25 s | 27 s  |
| 7                  | Andrew Yorke           | Canada           | 1 h 49 min 31 s | 33 s  |
| 8                  | Hunter Kemper          | États-Unis       | 1 h 49 min 37 s | 39 s  |
| 9                  | Leonardo Chacón        | Rép. dominicaine | 1 h 49 min 52 s | 54 s  |
| 10                 | Tyler Mislawchuk       | Canada           | 1 h 49 min 54 s | 56 s  |
| 11                 | Rodrigo González       | Mexique          | 1 h 49 min 56 s |       |
| 12                 | Juan José Andrade      | Équateur         | 1 h 50 min 2 s  |       |
| 13                 | Carlos Quinchara       | Colombie         | 1 h 50 min 4 s  |       |
| 14                 | Felipe Barraza         | Chili            | 1 h 50 min 15 s |       |
| 15                 | Diogo Sclebin          | Brésil           | 1 h 50 min 24 s |       |
| 16                 | Ramón Matute           | Équateur         | 1 h 50 min 38 s |       |
| 17                 | Eric Lagerstrom        | États-Unis       | 1 h 50 min 51 s |       |
| 18                 | Michel González Castro | Cuba             | 1 h 50 min 57 s |       |
| 19                 | Carlos Enrique Pérez   | Colombie         | 1 h 51 min 15 s |       |
| 20                 | Carlos Alfredo Pérez   | Colombie         | 1 h 51 min 23 s |       |
| 21                 | Reinaldo Colucci       | Brésil           | 1 h 51 min 24 s |       |
| 22                 | Danilo Pimentel        | Brésil           | 1 h 51 min 52 s |       |
| 23                 | Martin Bedirian        | Argentine        | 1 h 53 min 23 s |       |
| 24                 | Renze Postma           | Aruba            | 1 h 55 min 45 s |       |
| 25                 | Andres Cabascango      | Équateur         | 1 h 56 min 49 s |       |
| 26                 | Martin Oliver Rostan   | Uruguay          | 1 h 57 min 29 s |       |
| 27                 | Gerardo Vergara        | Guatemala        | 1 h 57 min 39 s |       |
| DNF                | Manuel Huerta          | Porto Rico       |                 |       |
| DNF                | Kyle Jones             | Canada           |                 |       |
| DNF                | Felipe Van de Wyngard  | Chili            |                 |       |
| DNF                | Billy Gordon           | Panama           |                 |       |
| LAP                | Hennert Mayorga        | Nicaragua        |                 |       |
| LAP                | Alvaro Santos Ipabary  | Bolivie          |                 |       |
| LAP                | Amed Figueroa          | Belize           |                 |       |
| DSQ                | Gaspar Riveros         | Chili            |                 |       |